# Gaydar
Pour les articles homonymes, voir Heydar Aliyev.

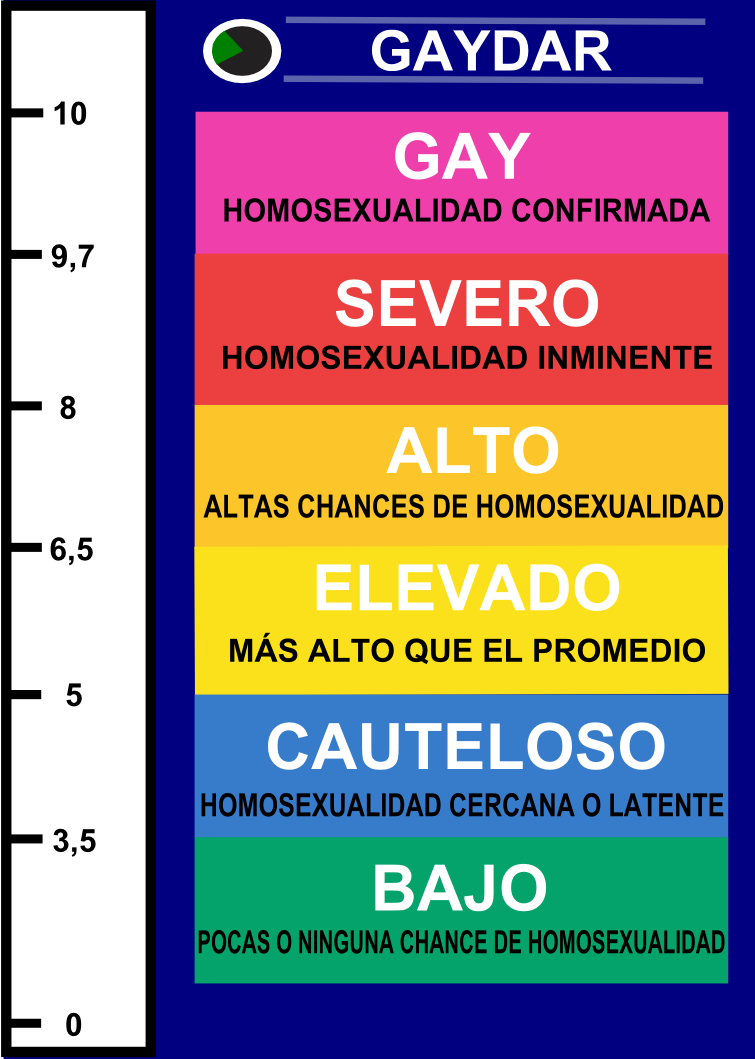
Illustration représentant un gaydar (radar gay) réalisé avec Inskape.

Gaydar est un terme LGBT et un mot familier désignant la capacité intuitive de quelqu'un à deviner l'orientation sexuelle d'une autre personne. Le terme est un mot-valise formé des mots gay et radar.
Le gaydar repose avant tout sur des indices non verbaux et sur des stéréotypes LGBT. Ceci inclut la sensibilité à l'attitude sociale et au comportement des autres personnes, comme le fait de remarquer une attitude corporelle particulière, un ton de voix, un décalage par rapport aux stéréotypes sexuels traditionnels, ou encore la situation professionnelle et le code vestimentaire.

## Origine
Le gaydar puise ses origines dans certaines pratiques de la communauté LGBT qui, en tant que groupe stigmatisé, voire hors-la-loi, a mis en place des techniques permettant à ses membres de se reconnaître entre eux tout en échappant à la vigilance des personnes hostiles à la communauté concernée. Ces techniques, devenues de plus en plus connues du grand public, sont progressivement devenues des stéréotypes.

## Critiques

### Stéréotype homophobe?
L'aptitude à détecter l'orientation sexuelle de quelqu'un en ne se fiant qu'à l'apparence et au comportement peut être trompée par certaines situations, par exemple lorsque des homosexuels ne font figure d'aucun code comportemental du stéréotype gay, ou lorsque des hommes métrosexuels (indépendamment de leur orientation sexuelle) adoptent des habitudes, des codes vestimentaires ou des centres d'intérêts généralement rattachés au stéréotype du mode de vie gay urbain.
Selon Jeremy Faledam, co-président de SOS homophobie, on ne peut pas « qualifier le gaydar d'homophobe même si on peut retrouver dans les signaux utilisés des stéréotypes ou des clichés » et « l'homophobie réside dans la considération que ces stéréotypes sont indépassables, dans leur essentialisation ».
Chadly Stern, chercheur de l'université de New York, s'est intéressé à l'usage du gaydar en fonction de l'idéologie politique aux États-Unis, montrant que  l'aile droite et conservatrice, républicaine utilise davantage les stéréotypes de genre pour diagnostiquer l'orientation sexuelle. Ceux qui votent à gauche, progressistes et démocrates, se prêtent moins au jeu de savoir qui est hétéro et qui ne l'est pas.
D'après le sociologue Arnaud Alessandrin, « l'idée d'une nature gay et de cette capacité à la ‘diagnostiquer par un simple regard’ peut être discutée à l'aune du concept d'homophobie » et « différencier les homosexuels des non-homosexuels peut être stigmatisant et discriminant si le gaydar est utilisé par des homophobes ou des personnes mal intentionnées ».

### Scientificité
Des recherches scientifiques ont été menées afin de tester si le gaydar correspond à une réalité ou plutôt à un mythe populaire. L'étude qui fut probablement la première de ce genre consistait à demander à des personnes de juger de l'orientation sexuelle à partir de vidéos, et le résultat fut que le gaydar n'avait pas de fondement réel.
Une autre étude montre que lorsque l'on demande déterminer l'orientation sexuelle à travers des enregistrements, des photos ou de courtes vidéos, la précision des réponses est de 81% ce qui est bien au delà des 50% attendus par les chercheurs.